# CENPK
CENPK‏ (Centromere protein K) هوَ بروتين يُشَفر بواسطة جين CENPK في الإنسان.